# 巨猎兽属

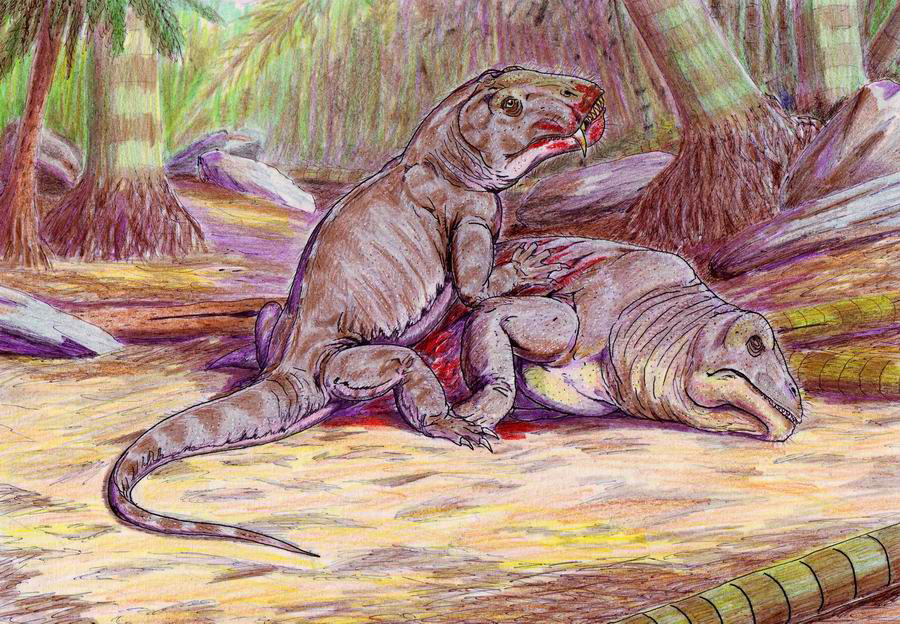
巨獵獸以烏勒米龍獸的屍體為食

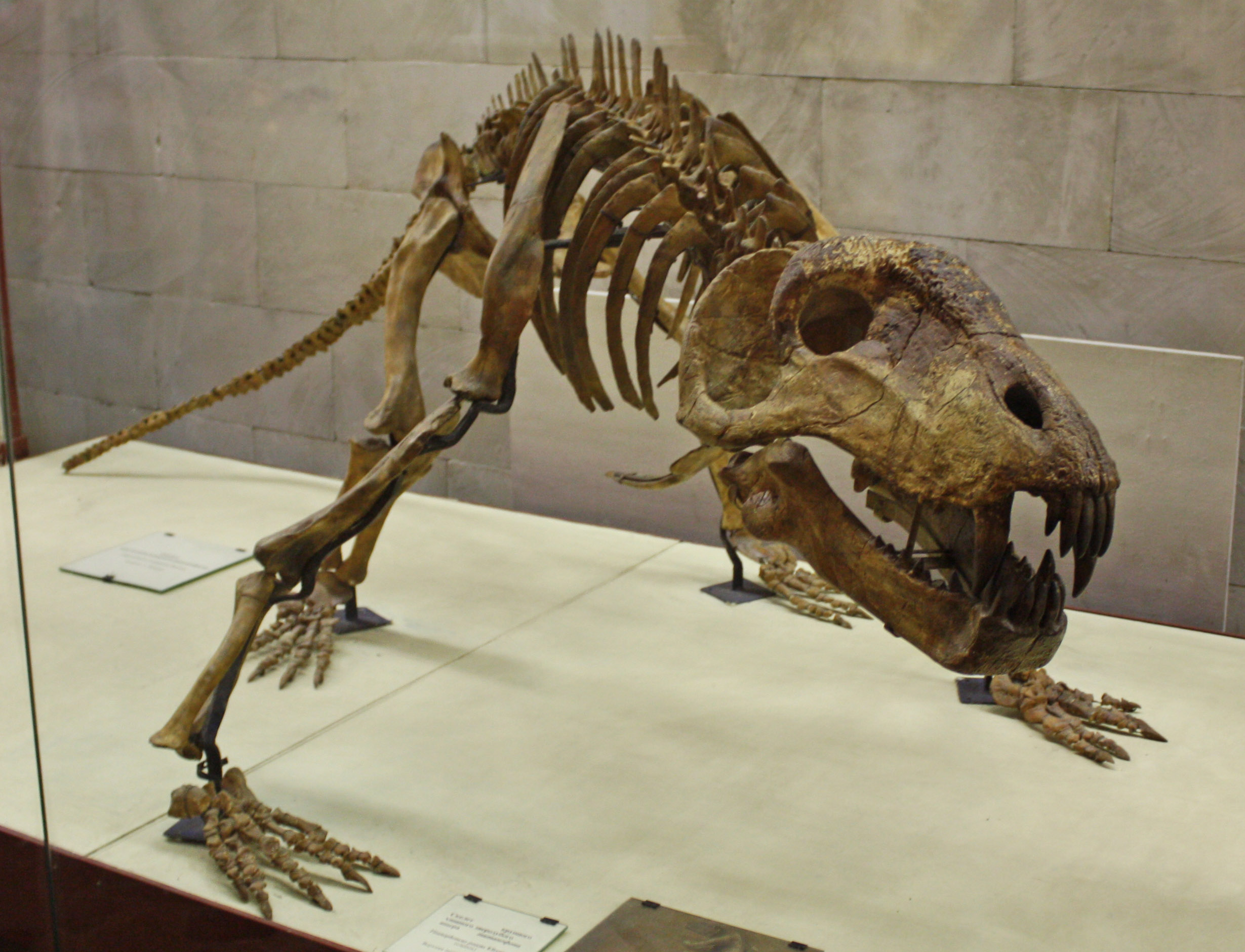
博滕斯巨獵獸的骨架模型

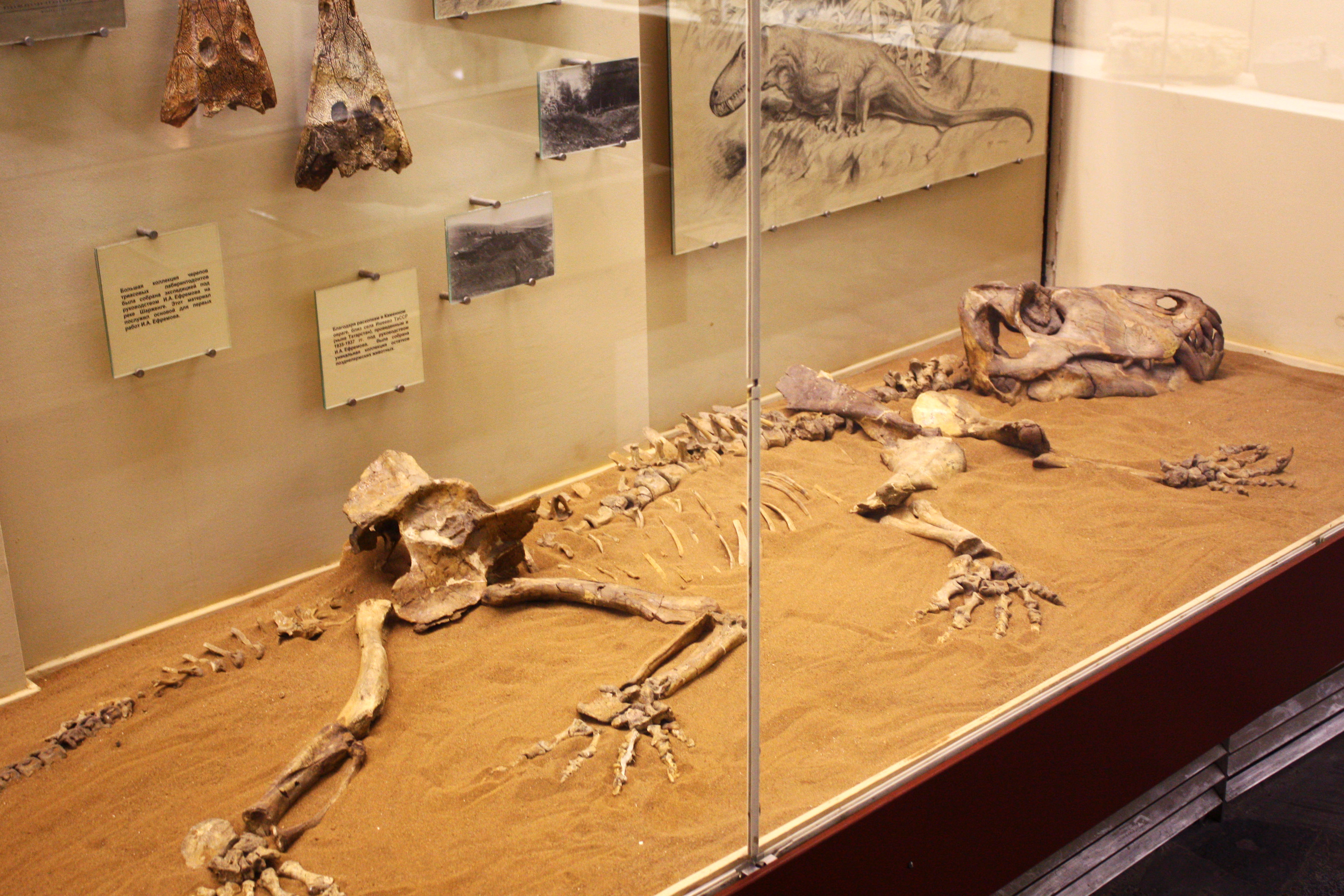
巨獵獸的標本

巨獵獸（屬名：Titanophoneus，或译巨型兽）意為“巨型殺手”，是種肉食性恐頭獸類，是冠鱷獸科的近親，但生存於冠鱷獸之後500萬年，相當於中二疊紀。巨獵獸的化石發現於俄羅斯的Isheevo。
巨獵獸的頭顱骨長65公分至80公分。巨獵獸的長尾巴與短四肢，顯示牠們是原始的獸孔目，不像更先進的狼蜥獸。四肢結構與骨頭密集程度，顯示牠們適合四肢往兩側延展的步態。顳顬孔比冠鱷獸科先進，比狼蜥獸原始。巨獵獸身長約2.85公尺。
巨獵獸的牙齒很大，上頜有2個犬齒、12個大型門齒、以及不同的小型後齒。下頜與上頜一樣，但缺少犬齒。巨獵獸的外表令人聯想到盤龍目楔齒龍類，例如異齒龍。

## 外部連結
- Information （页面存档备份，存于）
- 恐頭獸亞目 （页面存档备份，存于）
- Taxonomy